# Mandelbrotov skup
Mandelbrotov set ili skup je skup tačaka {\displaystyle c} kompleksne ravni za koje je Julijin skup (u užem smislu) povezan. One su povezane funkcijom {\displaystyle f_{c}(z)=z^{2}+c} koja ne divergira pri iteracijama od {\displaystyle z=0}, i.e., za koju sekvenca {\displaystyle f_{c}(0)}, {\displaystyle f_{c}(f_{c}(0))}, etc., ostaje vezana u apsolutnoj vrednosti. Set je dobio ime po francusko-američkom matematičaru Benoi Mandelbrotu.
Slike Mandelbrotovog seta se mogu kreirati putem uzorkovanja kompleksnih brojeva i testiranja, za svaku tačku uzorka {\displaystyle c}, da li sekvenca {\displaystyle f_{c}(0),f_{c}(f_{c}(0)),\dotsc } ide u beskonačnost (u praksi - da li napušta neko unapred određeno granično susedstvo od 0 nakon unapred određenog broja iteracija). Tretirajući realne i imaginarne delove od {\displaystyle c} kao koordinate slike kompleksne ravni, pri čemu se pikseli zatim mogu obojiti prema tome koliko brzo niz {\displaystyle |f_{c}(0)|,|f_{c}(f_{c}(0))|,\dotsc } prelazi neki proizvoljno izabrani prag. Specijalna boja (obično crna) se koristi za vrednosti {\displaystyle c} za koje sekvenca niz ne prelazi preko praga nakon unapred određenog broja iteracija (to je neophodno da bi se napravila jasna razlika između slike Mandelbrotovog seta i njegovog komplementa). Ako se {\displaystyle c} drži konstantinim i inicijalna vrednost od {\displaystyle z}, označena sa {\displaystyle z_{0}}, se umesto toga varira, dobija se korespondirajući Julijin set za svaku tačku {\displaystyle c} u parametarskom prostoru jednostavne funkcije. 

## Istorija
Mandelbrotov skup ima svoje poreklo u kompleksnoj dinamici, oblasti koju su prvi istražili  Pjer Fatu i Gaston Žulija početkom 20. veka. Ovaj fraktal su prvi definisali i nacrtali 1978. Robert V. Bruks i Peter Matelski kao deo studije Klajnovih grupa. Dana 1. marta 1980. u IBM-ovom istraživačkom centru Tomas Dž. Vatson u Jorktaun Hajtsu, Njujork, Benoit Mandelbrot je prvi put video vizualizaciju seta.
Mandelbrot je proučavao prostor parametara kvadratnih polinoma u članku koji je objavio 1980. godine. Matematičko proučavanje Mandelbrotovog skupa zapravo je počelo radom matematičara Adrijena Duadija i Džona H. Habarda (1985), koji su ustanovili mnoga njegova osnovna svojstva i nazvali skup u čast Mandelbrota zbog njegovog uticajnog rada u fraktalnoj geometriji.
Matematičari Hajnc-Oto Pajtgen i Peter Rihter postali su poznati po promovisanju seta fotografijama, knjigama (1986) i međunarodnom turnejom izložbe nemačkog Geteovog instituta (1985).
Naslovni članak časopisa Scientific American iz avgusta 1985. upoznao je široku publiku sa algoritmom za izračunavanje Mandelbrotovog skupa. Naslovnu stranicu su kreirali Pajtgen, Rihter i Saup sa Univerziteta u Bremenu. Mandelbrotov set postao je istaknut sredinom 1980-ih kao demonstracija kompjuterske grafike, kada su personalni računari postali dovoljno moćni da prikažu set u visokoj rezoluciji.
Rad Duadija i Habarda poklopio se sa ogromnim porastom interesovanja za kompleksnu dinamiku i apstraktnu matematiku, a proučavanje Mandelbrotovog skupa je od tada centralni deo ove oblasti. Iscrpna lista svih koji su od tada doprineli razumevanju ovog skupa je duga, ali uključuje Žan Kristof Jokoza, Micuhiro Šišikura, Kurta Mekmulena, Džona Milnora i Mihaila Ljubiča.

## Konstrukcija
U Julijin skup (u užem smislu), kao što je već rečeno, može se uvrstiti bilo koji kompleksni broj c. Zavisno od tog broju, Julijin skup može biti povezan ili nepovezan. Ako na kompleksnoj ravni označimo sve brojeve c pomoću kojih se dobiva povezan Julijin skup, definiše se Mandelbrotov skup. Mandelbrotov se skup može prikazati na isti način na koji se najčešće prikazuje Julijin skup – bojeći tačke koje pripadaju skupu crno, a ostale u raznim nijansama zavisno od toga koliko brzo divergiraju.

## Svojstva

### Osnovna
Mandelbrotov je skup zatvoren skup kojemu su sve tačke unutar (zatvorenog) kruga poluprečnika 2 sa središtem u ishodištu. Štaviše, tačka c pripada Mandelbrotovom skupu ako i samo ako vredi {\displaystyle |f_{c}^{n}(0)|\leq 2} za sve {\displaystyle n\geq 0}. Drugim rečima, ako je apsolutna vrednost {\displaystyle f_{c}^{n}(0)} za neki {\displaystyle n\geq 0} veća od 2, niz će težiti u beskonačnost (divergirati). Presek Mandelbrotovog skupa sa realnom osom daje interval [−2, 0.25]. Površina se procenjuje na 1.506 591 77 ± 0.000 000 08, te se veruje da je jednaka {\displaystyle {\sqrt {6\pi -1}}-e=1.506591651\ldots }

### Samosličnost
Mandelbrotov je skup kvazi samosličan (vidi Podela fraktala) jer se u njemu pojavljuju izmenjene verzije njega samog. Izmenjene su uglavnom zbog skupova tačaka koji „vire” iz njih povezujući ih s glavnim delom (deo 1 u podnaslovu ispod, slika desno).

### Atraktori perioda-n
Zanimljivo je da u području označenom cifrom 1 na slici sa strane svaka tačka konvergira samo jednoj vrijednosti (ne nužno istoj za svaku točku), odnosno tijekom iteracija stvara atraktor perioda-1 (vidi Bifurkacijski dijagram populacijske jednačine). Na području 2 svaka tačka čini atraktor perioda-2. U Mandelbrotovom skupu postoji barem jedno područje za atraktor perioda-n, {\displaystyle n\in \mathbb {N} }. Područja koja su direktno spojena s područjem 1 čine atraktor perioda-n, ako iz njih „viri” n-1 „antena”:

### Galerija uvećavanja
Svaka slika predstavlja jedan uvećani deo prethodne. Vidljiva je beskonačna složenost skupa i bogatstvo geometrijskih struktura. Uvećanje zadnje slike u odnosu na prvu je otprilike 60 000 000 000 : 1. Na prosečnom monitoru zadnja slika bi bila deo Mandelbrotovog skupa prečnika oko 20 miliona kilometara.
|   | I  | II  | III  | IV  |
| V | VI | VII | VIII | IX  |
| X | XI | XII | XII  | XIV |

## Varijacije
Moguće je napraviti Mandelbrotov skup pomoću funkcije {\displaystyle f(z_{n-1})=z_{n}^{b}+c,b>2}. Takvi se skupovi popularno nazivaju multibrot skupovima.

## Literatura
- John W. Milnor (2006). Dynamics in One Complex Variable. Princeton University Press. ISBN 978-0-691-12488-9. (Third Edition), Annals of Mathematics Studies 160.  
(First appeared in 1990 as a Stony Brook IMS Preprint, available as arXiV:math.DS/9201272 )
- Nigel Lesmoir-Gordon (2004). The Colours of Infinity: The Beauty, The Power and the Sense of Fractals. ISBN 978-1-904555-05-6. 
(includes a DVD featuring Arthur C. Clarke and David Gilmour)
- Heinz-Otto Peitgen, Hartmut Jürgens, Dietmar Saupe (2004). Chaos and Fractals: New Frontiers of Science. Springer, New York. ISBN 978-0-387-20229-7.
- Michael Frame, Benoit Mandelbrot (2002). Fractals, Graphics, and Mathematics Education. Cambridge University Press. стр. 57—59. ISBN 0-88385-169-5., Volume 58 of Mathematical Association of America Notes,. (and used throughout the book)
- Lobo, Albert. „Meet the Buddhabrot technique”. Molecular Density. Архивирано из оригинала 2018-09-03. г. Приступљено 2011-11-21.
- Mathologer. „The dark side of the Mandelbrot set”. YouTube. Архивирано из оригинала 06. 06. 2023. г. Приступљено 25. 06. 2023.
- An ongoing volunteer computing project Архивирано 2021-08-30 на сајту  by David Bařina verifies Convergence of the Collatz conjecture for large values. (furthest progress so far)
- (BOINC) volunteer computing project Архивирано на веб-сајту  (4. децембар 2017) that verifies the Collatz conjecture for larger values.
- An ongoing volunteer computing project by Eric Roosendaal verifies the Collatz conjecture for larger and larger values.
- Another ongoing volunteer computing project by Tomás Oliveira e Silva continues to verify the Collatz conjecture (with fewer statistics than Eric Roosendaal's page but with further progress made).
- Weisstein, Eric W. „Collatz Problem”. MathWorld.
- Collatz Problem at PlanetMath.org..
- Nochella, Jesse. „Collatz Paths”. Wolfram Demonstrations Project.
- Eisenbud, D. (8. 8. 2016). Uncrackable? The Collatz conjecture (short video). Numberphile. Архивирано из оригинала 2021-12-11. г.  — преко YouTube.
- Eisenbud, D. (9. 8. 2016). Uncrackable? Collatz conjecture (extra footage). Numberphile. Архивирано из оригинала 2021-12-11. г.  — преко YouTube.
- de (featuring) (30. 7. 2021). The simplest math problem no one can solve (short video). Veritasium  — преко YouTube.
- Are computers ready to solve this notoriously unwieldy math problem?

## Spoljašnje veze
- "Mandelbrot set - The most advanced online generator"
- Chaos and Fractals на веб-сајту  (језик: енглески)
- The Mandelbrot Set and Julia Sets by Michael Frame, Benoit Mandelbrot, and Nial Neger Архивирано на веб-сајту  (21. мај 2013)
- Video: Mandelbrot fractal zoom to 6.066 e228
- मण्डलबेथ (maṇḍalabeth) Архивирано на веб-сајту  (7. децембар 2018) 3D analog of the mandelbrot set, with various symmetry groups
- Relatively simple explanation of the mathematical process, by Dr Holly Krieger, MIT
- Mandelbrot set images online rendering
- Fractal calculator written in Lua by Deyan Dobromiroiv, Sofia, Bulgaria
- Matthews, Keith. „3 x + 1 page”.